# Ban Bang Bao
Ban Bang Bao är en by på ön Ko Chang i Thailand. Ursprungligen var Bang Bao ett fiskesamhälle, men har gradvis växt till ett utflyktsmål för turister i takt med att fiskare börjat hyra ut delar av sina bostäder till souveniraffärer och restauranger. Den huvudsakliga piren har under årens gång bebyggts med ett stort antal affärer.

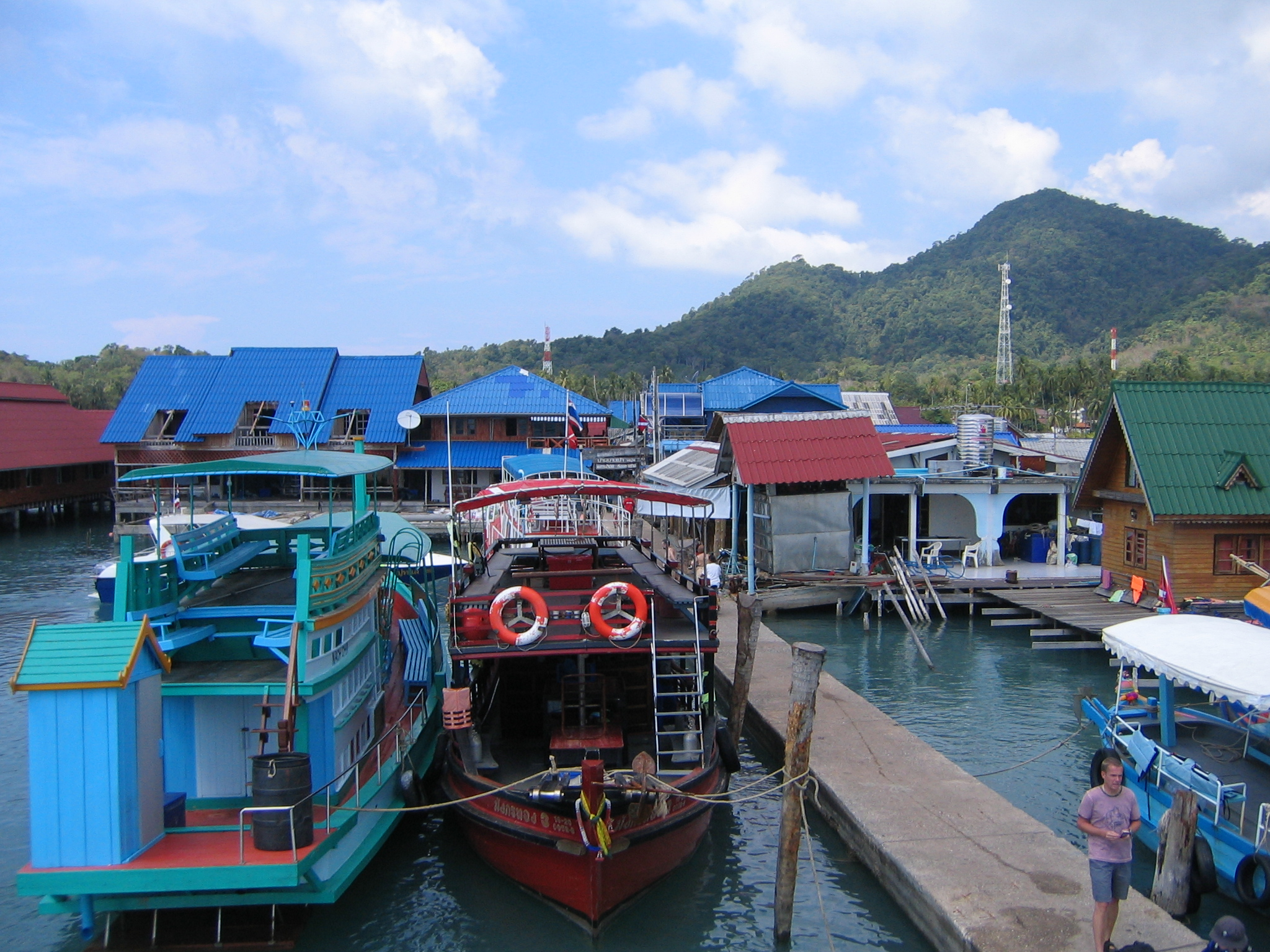
Båtar i hamnen i Ban Bang Bao